# Pałac elektorski w Koblencji
Pałac elektorski (niem. Kurfürstliches Schloss) – klasycystyczny pałac, znajdujący się w Koblencji, w dzielnicy Altstadt, nad brzegiem Renu. Stanowi jeden z najważniejszych przykładów francuskiego wczesnego klasycyzmu w południowo-zachodnich Niemczech, a ponadto jest wraz z pałacem Wilhelmshöhe w Kassel i pałacem arcybiskupim w Münster jednym z ostatnich pałaców zbudowanych w Niemczech przed rewolucją francuską. Budynek jest wymieniony w katalogu zabytków kulturowych Generalnej Dyrekcji Dziedzictwa Kulturowego Nadrenii-Palatynatu (niem. Generaldirektion Kulturelles Erbe Rheinland-Pfalz), a także jest częścią tzw. Oberes Mittelrheintal (pol. „Górna Dolina środkowego Renu”), mającego 65 km długości odcinka Doliny środkowego Renu pomiędzy Bingen, Rüdesheim i Koblencją, który w 2002 roku został wpisany jako krajobraz kulturowy na listę światowego dziedzictwa UNESCO
Pałac został zbudowany w latach 1777-1786 z inicjatywy elektora i arcybiskupa Trewiru Klemensa Wacława Wettyna jako jego nowa siedziba. Osiem lat po oddaniu budynku do użytku zamieszkujący go elektor uciekł z Koblencji w następstwie zbliżenia się do miasta francuskich wojsk rewolucyjnych, które po wkroczeniu do Koblencji przekształciły pałac w lazaret. Po włączeniu miasta do Królestwa Prus budynek początkowo pełnił funkcję koszar, a następnie mieścił różne organy administracyjne. W latach 1850–1858 piętro gmachu było rezydencją księcia Wilhelma (późniejszego cesarza Wilhelma I) i jego żony Augusty. Po I wojnie światowej budynek znów pełnił funkcję siedziby organów administracyjnych. W trakcie II wojny światowej pałac uległ zniszczeniu, a jego odbudowę przeprowadzono w latach 1950-1951. Od 1960 roku gmach jest własnością władz Republiki Federalnej Niemiec i stanowi siedzibę instytucji federalnych, jednak kilka jego historycznych pomieszczeń jest udostępnianych do organizowania konferencji, spotkań, warsztatów, koncertów i prywatnych uroczystości. W jednym z pomieszczeń od 2012 roku organizowane są także śluby cywilne.

## Położenie i status
Pałac elektorski znajduje się w Koblencji, w dzielnicy Altstadt, bezpośrednio nad lewym brzegiem Renu. Tuż obok północnego skrzydła budynku jest położona zbudowana w latach 1907-1910 siedziba nadprezydium prowincji Nadrenia.
Pałac stanowi jeden z najważniejszych przykładów francuskiego wczesnego klasycyzmu w południowo-zachodnich Niemczech, a ponadto jest wraz z pałacem Wilhelmshöhe w Kassel i pałacem arcybiskupim w Münster jednym z ostatnich pałaców zbudowanych w Niemczech przed rewolucją francuską. Budynek jest wymieniony w katalogu zabytków kulturowych Generalnej Dyrekcji Dziedzictwa Kulturowego Nadrenii-Palatynatu (niem. Generaldirektion Kulturelles Erbe Rheinland-Pfalz), a także jest częścią tzw. Oberes Mittelrheintal (pol. „Górna Dolina środkowego Renu”), mającego 65 km długości odcinka Doliny środkowego Renu pomiędzy Bingen, Rüdesheim i Koblencją, który w 2002 roku został wpisany jako krajobraz kulturowy na listę światowego dziedzictwa UNESCO.

## Historia

### Budowa i wyposażenie wnętrz
Gdy dotychczasowa siedziba elektorów i arcybiskupów Trewiru, pałac Philippsburg w Ehrenbreitstein, zaczęła wymagać gruntownej renowacji, a nowy elektor i arcybiskup, Klemens Wacław Wettyn uznał ją za niewystarczająco reprezentacyjną, konieczne stało się wybudowanie nowego budynku. W związku z tym Wettyn w 1776 roku wystąpił o fundusze na budowę nowego, okazałego pałacu. Po długiej dyskusji reprezentacja stanów krajowych (niem. Landstände) przyznała fundusze, po czym w latach 1777-1786 zbudowano nowy pałac elektorski. 
Budynek pod kątem architektury reprezentował francuski wczesny klasycyzm i przez to stanowił zapowiedź nowej epoki architektonicznej w Koblencji, w której dotychczas wznoszone gmachy pałacowe cechowały formy niemieckiego baroku. Autorem pierwszego projektu budynku był paryski architekt Pierre Michel d’Ixnard. Sporządzony w 1776 roku projekt przewidywał położony bardziej w głębi lądu i otwarty na północ, w kierunku Altstadt budynek na planie podkowy. W 1777 roku, na życzenie elektora d’Ixnard przesunął gmach bliżej Renu i obrócił go tak, żeby otwierał się na zachód, w kierunku Neustadt. W następstwie krytyki projektu, której doniosłości przysporzyło stworzenie kontrprojektu przez trewirskiego dyrektora budowlanego Johannesa Seiza i opinia Académie Royale w Paryżu Pierre Michel d’Ixnard w 1779 roku zrezygnował z pracy przy koblenckim pałacu. Wówczas ściany budynku głównego wznosiły się na wysokość człowieka, zaś skrzydła miały ukończone mury fundamentowe.

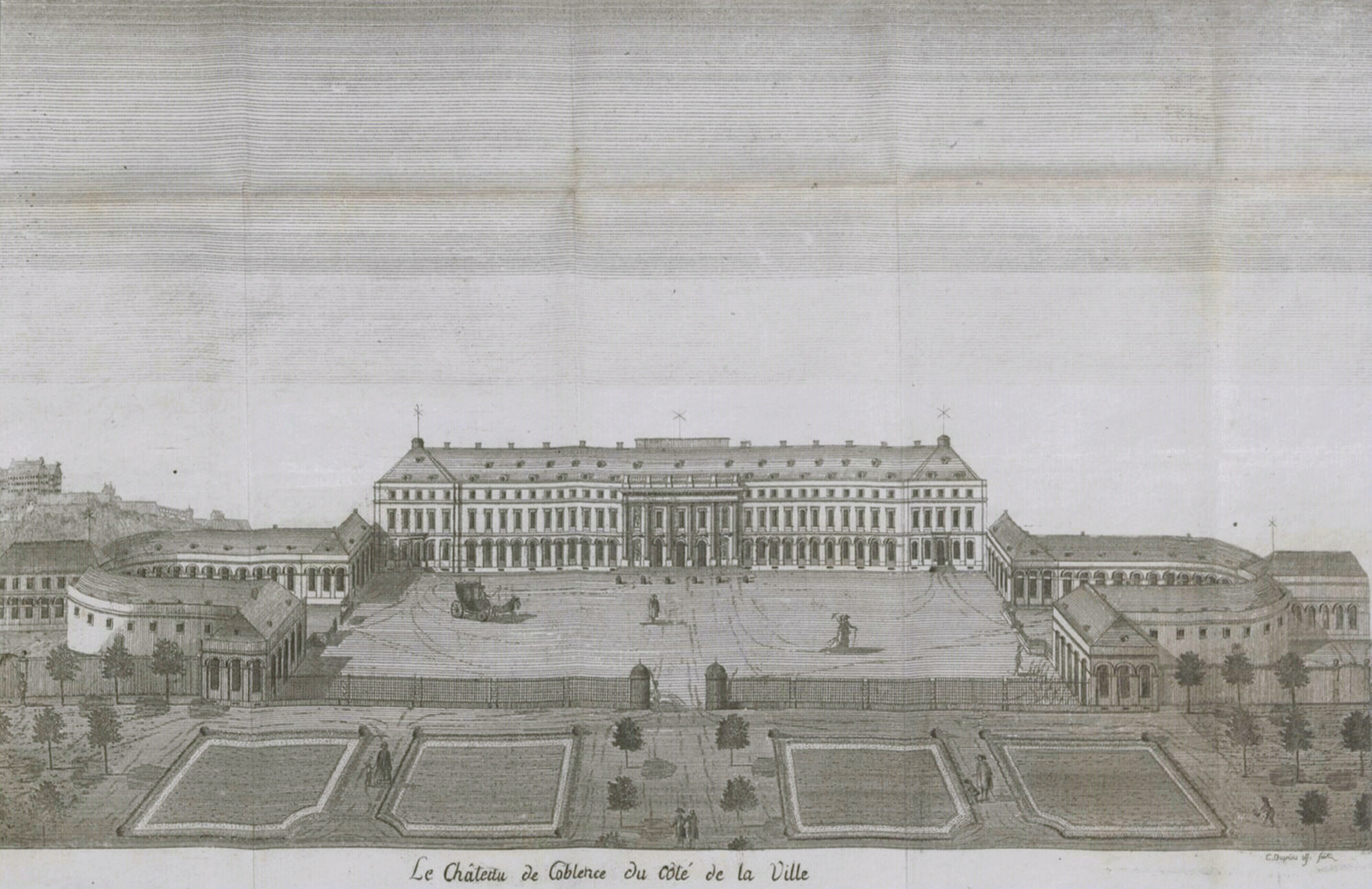
Pałac od strony miasta w 1789 roku

Następcą d’Ixnarda został Antoine-François Peyre, który uprościł pierwotny projekt. W corps de logis zredukował planowaną trzecią kondygnację do mezzanina i zrezygnował z centralnie położonej kopuły. Odrzucił także boczne skrzydła, a co za tym idzie kształt podkowy całego obiektu, zastępując je zaokrąglonymi skrzydłami przystawionymi bezpośrednio do budynku głównego. Skrzydła te mocno przy tym uprościł, rezygnując z zaplanowanego przez d’Ixnarda łączącego je dużego obiektu z bramą. Kierownictwo budowy zostało powierzone Christianowi Trossonowi i Johannowi Andreasowi Gärtnerowi z Drezna. Budynek w stanie surowym ukończono w 1784 roku.
Antoine-François Peyre w dużej mierze odpowiadał także za projekt wystroju wnętrz i umeblowania pałacu. Do 1787 roku przy wyposażeniu wnętrz gmachu pracowali sztukator Henckel i rzeźbiarz Johann Sebastian Barnabas Pfaff z Moguncji. Autorem projektów wystroju niektórych wnętrz był François Ignace Mangin, a freski sufitowe wykonał Januarius Zick.
23 listopada 1786 roku Klemens Wacław Wettyn wprowadził się do gmachu wraz ze swoją siostrą. Kilka miesięcy wcześniej, 21 sierpnia, oddano do użytku budowany od 1783 roku głównie z myślą o pałacu, mający 6 km długości i zaczynający swój bieg w dzielnicy Metternich wodociąg, do którego ostatecznie podłączono także miasto.

### Okres francuski
Kiedy francuskie wojska rewolucyjne zbliżyły się do Koblencji, elektor Klemens Wacław Wettyn 7 października 1794 roku uciekł z miasta, które dwa tygodnie później zajęli żołnierze pod dowództwem generała François Séverina Marceau-Desgraviersa.
W 1801 roku większość obszaru Elektoratu Trewiru została wcielona do Republiki Francuskiej, dlatego wystrój wnętrz pałacu nigdy nie mógł zostać ukończony. Przed ucieczką elektor załadował mobilne elementy wyposażenia pałacu na statki i zawiózł je do Augsburga, a po jego śmierci część tych przedmiotów została zlicytowana. Jednak duża część elementów wystroju reprezentacyjnych pomieszczeń budynku przeszła w posiadanie Królestwa Bawarii. Do dziś znajdują się one w zamku Johannisburg w Aschaffenburgu, pałacu Nymphenburg i rezydencji w Monachium, rezydencji miejskiej w Landshut oraz Nowej Rezydencji w Bambergu.
W 1795 roku pałac elektorski został przekształcony w lazaret i pełnił tę funkcję także po zajęciu Koblencji przez wojska rosyjskie w 1814 roku.

### Okres pruski
Gdy Koblencja w 1815 roku została włączona do Królestwa Prus, pałac początkowo służył jako koszary, a następnie, w latach 1823-1842, w budynku mieściły się różne organy administracyjne, w tym instytucja odpowiedzialna za nadzór pedagogiczny, w której w latach 1841-1873 pracował reformator i radca prowincjonalny Dietrich Wilhelm Landfermann. W 1846 roku na parterze gmachu ulokowano siedzibę nadprezydenta (niem. Oberpräsident) prowincji Nadrenia.

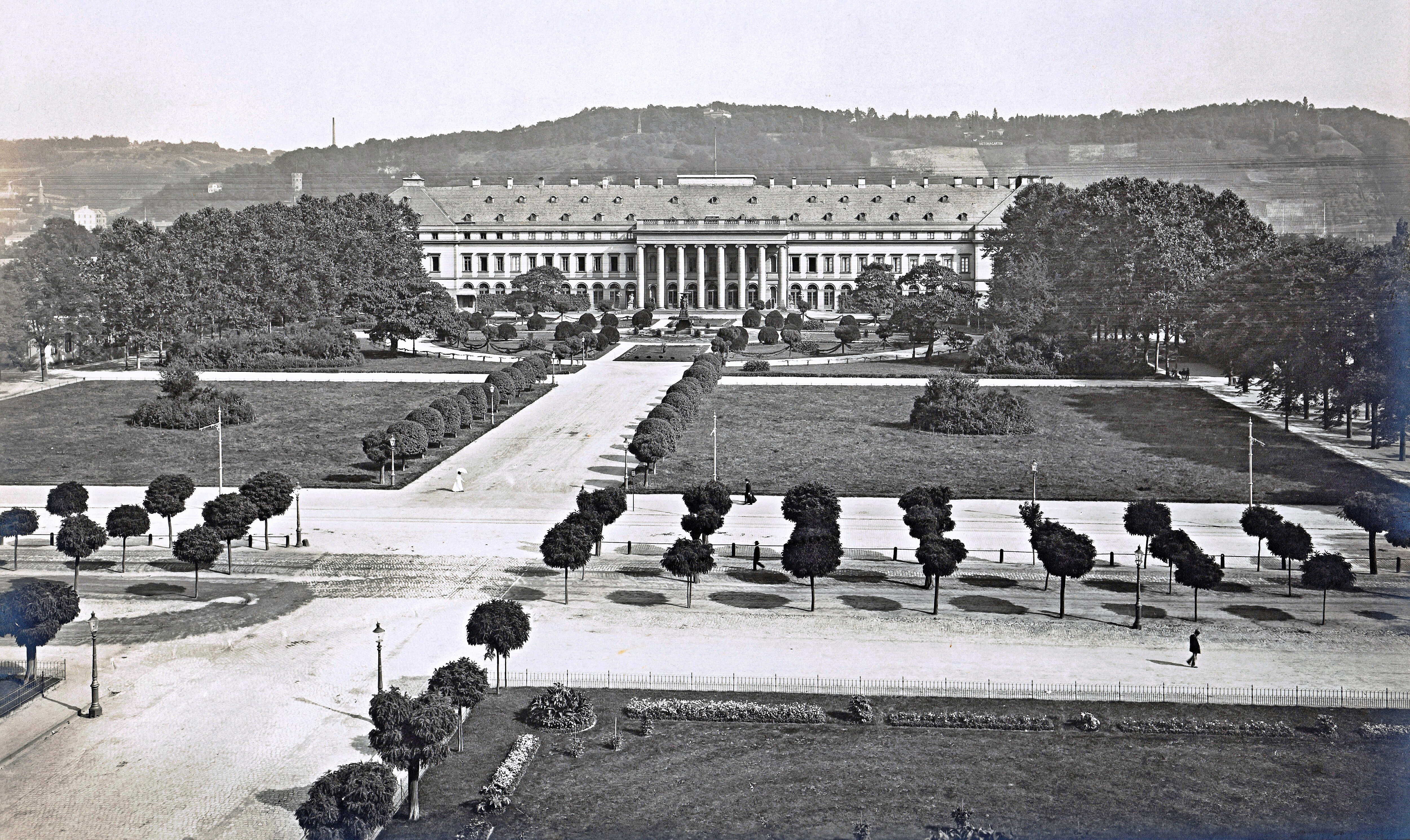
Pałac od strony miasta przed 1903 rokiem

Po wybraniu budynku na oficjalną rezydencję pruskiej rodziny królewskiej Johann Claudius von Lassaulx w latach 1842-1845 dokonał przekształcenia wnętrz według projektów Friedricha Augusta Stülera. W latach 1850–1858 w gmachu rezydował książę Wilhelm (późniejszy cesarz Wilhelm I) wraz z żoną Augustą, pełniąc funkcję gubernatora wojskowego (niem. Militärgouverneur) prowincji Nadrenia i Westfalia. Do czasu wybuchu I wojny światowej piętro pałacu służyło jako tymczasowe mieszkanie i rezydencja pruskiej rodziny królewskiej, podczas gdy parter do 1911 roku stanowił miejsce urzędowania nadprezydenta prowincji Nadrenia.
Po wstąpieniu na cesarski tron księcia Wilhelma jego żona Augusta zleciła architektowi krajobrazu Peterowi Josephowi Lennému zaprojektowanie w Koblencji nad brzegiem Renu założenia parkowego, później nazwanego na jej cześć Kaiserin-Augusta-Anlagen. Jako cesarzowa wielokrotnie odwiedzała Koblencję i pałac elektorski.

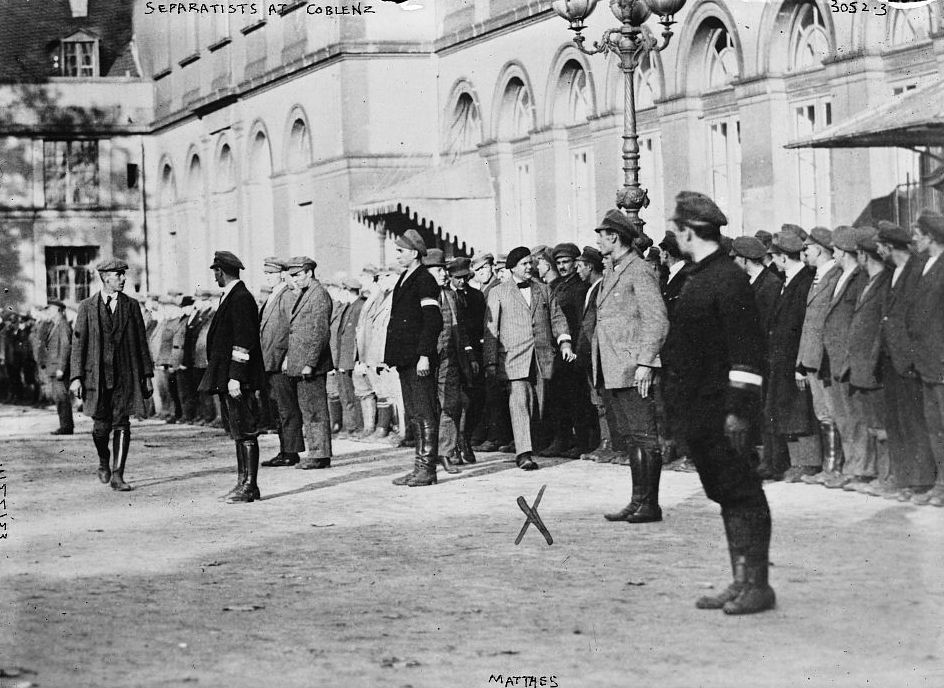
Członkowie separatystycznego rządu Republiki Reńskiej przed pałacem 22 listopada 1923 roku

Po I wojnie światowej, w 1921 roku, „osierocony” pałac elektorski ponownie stał się siedzibą organów administracyjnych. 23 października 1923 roku pałac zajęli wspierani przez wojska francuskie separatyści dążący od czasu rozpoczęcia alianckiej okupacji Nadrenii do przejęcia władzy w tej krainie historycznej i wciągnięciem na znajdujący się na dachu budynku maszt flagi zielono-biało-czerwonej proklamowali powstanie nowego państwa: Republiki Reńskiej. Po protestach nadburmistrza Koblencji Karla Russella jeszcze tego samego dnia policjanci wyrzucili separatystów z pałacu, jednak wieczorem francuskie władze okupacyjne przejęły kontrolę nad policją i wprowadziły w Koblencji stan oblężenia oraz godzinę policyjną, zmuszając przy tym Russella i 40 innych urzędników do opuszczenia miasta. 26 października przywódcy separatystów, Hans Adam Dorten i Josef Friedrich Matthes zostali przyjęci przez francuskiego przewodniczącego alianckiej Komisji Nadreńskiej (niem. Rheinlandkommission) Paula Tirarda, który uznał ich za „posiadaczy faktycznej władzy”. Niedługo później Matthes stanął na czele rządu Republiki Reńskiej, którego siedzibą został pałac elektorski. Wskutek braku dużego poparcia ze strony nadreńskiej ludności i wycofania poparcia przez Francję z powodu narastającej presji politycznej oraz zwiększającej się nieufności do przywódców separatystycznego rządu toczących między sobą walki o władzę, Republika Reńska przestała istnieć na początku 1924 roku.

### Czasy III Rzeszy
Bezpośrednio po dojściu Adolfa Hitlera do władzy w 1933 roku powołano do życia Thingbewegung, mający pełnić funkcję narzędzia propagandowego. W związku z tym w wybranych lokalizacjach Rzeszy Niemieckiej budowano tzw. Thingstätten lub Thingplätze, na których od 1935 roku wystawiano Thingspiele.
Jedną z lokalizacji wyznaczonych do budowy Thingstätte był plac przed pałacem elektorskim w Koblencji. 8 czerwca 1934 roku ponad stu robotników rozpoczęło na tym placu prace związane z budową obiektu, zaś 16 czerwca odbyła się uroczystość wmurowania kamienia węgielnego. W trakcie budowy Thingstätte doszło do sporu między administracją miejską, a odpowiedzialnym za prace budowlane gaupropagandaleiterem Michelsem. W datowanym na dzień rozpoczęcia prac budowlanych projekcie umowy pomiędzy miastem Koblencja i Towarzystwem Przedstawień okręgu Koblencja-Trewir-Birkenfeld (niem. Spielgemeinschaft Gau Koblenz-Trier-Birkenfeld) postanowiono, że towarzystwo będzie musiało ponieść koszty ewentualnych szkód, które powstaną na skutek użytkowania pomieszczeń pałacu podczas budowy Thingstätte. Michels zarzucił władzom miejskim celowe stwarzanie trudności w budowie obiektu i odmówił zarówno podpisania umowy, jak i poniesienia odpowiedzialności za ewentualne szkody. Jego postawa uniemożliwiła konstruktywną współpracę z miastem. Chociaż położone na parterze pomieszczenia pałacu pełniły funkcję magazynu narzędzi i materiałów budowlanych, a niektóre z nich były częścią drogi tranzytowej służącej do transportowania usuniętej z miejsca budowy ziemi, Michels nie wziął pod uwagę życzeń i potrzeb władz Koblencji. Do zaognienia sporu przyczyniła się także zorganizowana w pałacu wystawa projektów Thingstätte, na którą nikt poza Michelsem nie miał możliwości wstępu. W odpowiedzi na skargi Michels stwierdził, że i tak nikt nie jest zainteresowany wystawą. Władze miasta poinformowały o konflikcie gauleitera Gustava Simona i poprosiły go o pośrednictwo. Jak wynika z dokumentów przechowywanych w Archiwum Miejskim w Koblencji umowa z 8 czerwca 1934 roku ostatecznie została podpisana, niemniej jednak usuwanie rozległych szkód po oddaniu Thingstätte do użytku ciągnęło się miesiącami i po licznych skargach oraz upomnieniach zakończyło się dopiero w marcu 1936 roku.
24 marca 1935 roku odbyła się uroczystość zainaugurowania ukończonego Thingstätte, w której udział wzięły dziesiątki tysięcy gości, w tym wielu znanych przedstawicieli Narodowosocjalistycznej Niemieckiej Partii Robotników. W trakcie uroczystości odbył się marsz z pochodniami, a po wprowadzającym przemówieniu gauleitera Gustava Simona wystawiono specjalnie przygotowany na tę okoliczność Thingspiel. Zakończenie wydarzenia stanowił pokaz sztucznych ogni.
Thingstätte przed pałacem elektorskim mieściło 20 tysięcy ludzi, a otaczająca je przestrzeń mogła pomieścić dodatkowo 80 tysięcy. Mająca kształt owalu budowla była wykonana z 16 tysięcy bazaltowych bloków, a jej dno znajdowało się około pięciu metrów poniżej poziomu dzisiejszego placu pałacowego. Na frontowej stronie Thingstätte znajdowała się krypta, w której umieszczono bazaltowy blok z wbudowanym wiecznym płomieniem mającym na celu upamiętnienie zmarłych bohaterów.
W niedługim czasie po oddaniu obiektu do użytku okazało się, że pomimo włożenia w Thingbewegung niemałych wysiłków Thingspiele nie cieszą się dużą popularnością, a ich organizacja często jest utrudniona z powodu niekorzystnej pogody. Z tego względu już w 1936 roku władze Rzeszy zaczęły się dystansować od Thingbewegung. W późniejszych latach koblenckie Thingstätte było używane przede wszystkim do obchodów Święta Pracy i jednocześnie coraz bardziej traciło na znaczeniu. Po II wojnie światowej zostało zasypane gruzem pozostałym po zbombardowanych budynkach.

### Odbudowa i użytkowanie po 1945 roku

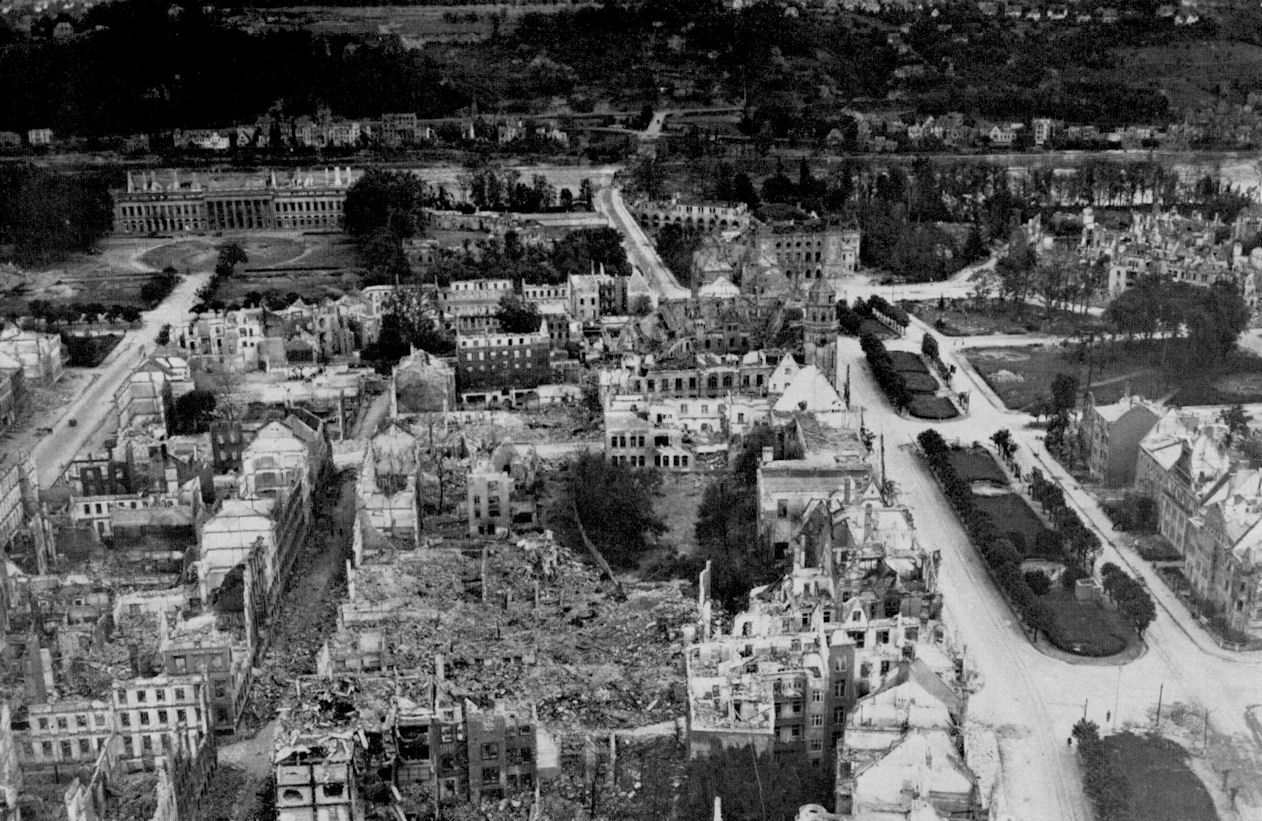
Zniszczona wskutek II wojny światowej Koblencja w 1945 roku; w lewym górnym roku widoczny pałac elektorski

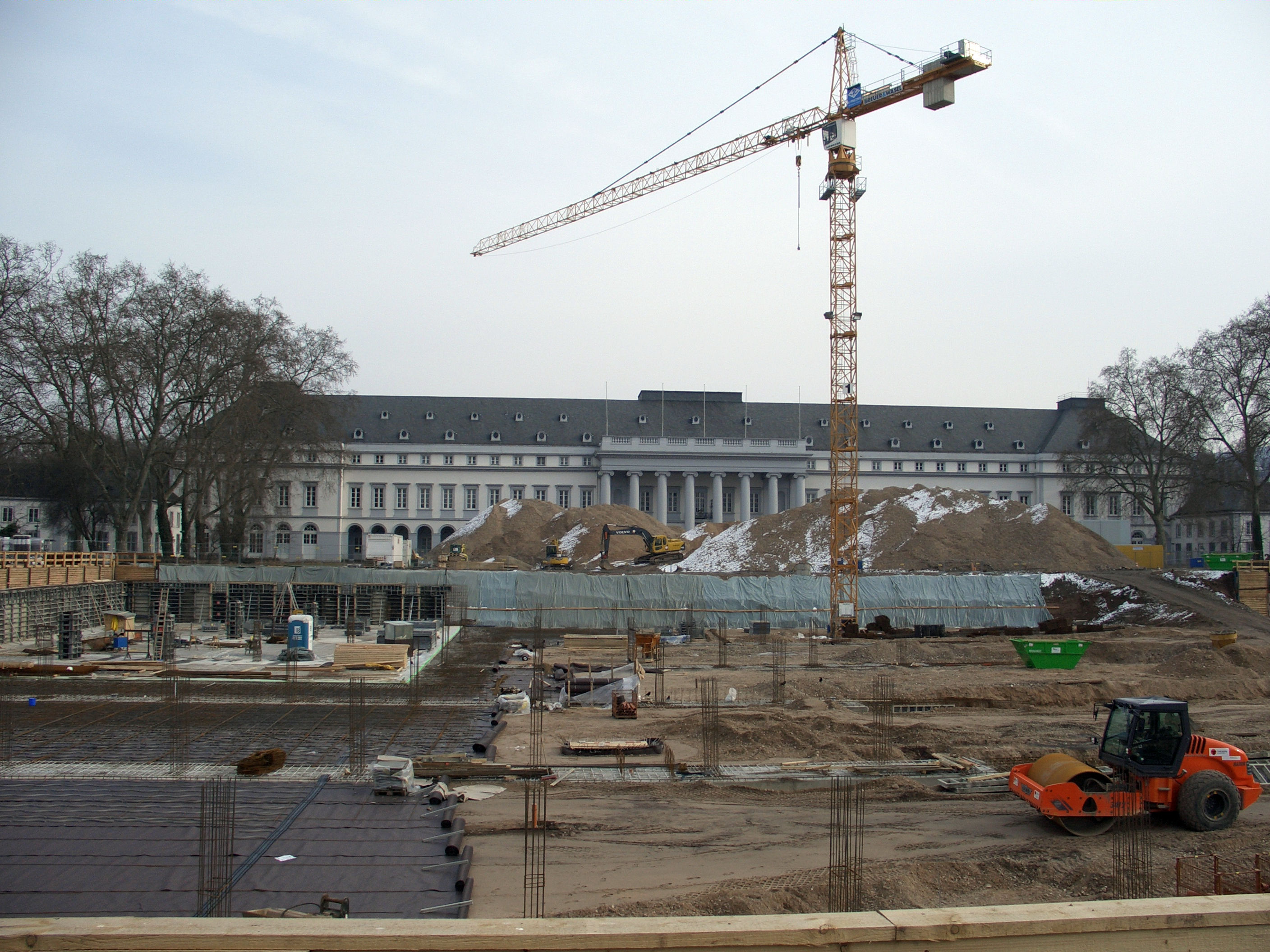
Prowadzone w 2009 roku przed pałacem od strony miasta prace budowlane, związane z mającym się odbyć dwa lata później Bundesgartenschau

Podczas związanych z II wojną światową nalotów bombowych na Koblencję, pałac elektorski w 1944 roku został zniszczony aż do murów zewnętrznych. W latach 1950–1951 przeprowadzono odbudowę budynku z przeznaczeniem na siedzibę alianckiego Urzędu Bezpieczeństwa. O ile zewnętrzne formy gmachu odbudowano w oparciu o historyczne projekty, o tyle większość wnętrz urządzono w stylu typowym dla lat 50. XX wieku. Jedynymi pomieszczeniami, którym przywrócono historyczny wystrój była reprezentacyjna klatka schodowa, westybul, sala gwardii (niem. Gardesaal) i sala ogrodowa (niem. Gartensaal). Urządzanie tych wnętrz prowadzono w odniesieniu do stanu klasycystycznego, bez uwzględniania zmian dokonanych przez Stülera w XIX wieku – podobnie postąpiono przy restauracji założenia ogrodowego, a zwłaszcza placu pałacowego. Natomiast innemu oryginalnemu pomieszczeniu – przedsionkowi nieistniejącego już wówczas kościoła pałacowego w północnej części budynku głównego, nadano skromne i nowoczesne formy zachowując jedynie rzut poziomy i skalę z czasu powstania. 
W 1946 roku prawa do własności budynku przejęły po jego pruskim właścicielu władze Nadrenii-Palatynatu. W 1960 roku kraj związkowy sprzedał budynek władzom Republiki Federalnej Niemiec, które od tamtej pory są jego właścicielami.
W 1998 roku przeprowadzono renowację pałacu, w ramach której zastąpiono dotychczasową, ochrowo-niebiesko-czerwoną kolorystykę ścian zewnętrznych budynku oryginalną, XVIII-wieczną kolorystyką z biało-szarymi ścianami i szarymi detalami architektonicznymi.
W związku z organizowanym w 2011 roku w Koblencji Bundesgartenschau (pol. „Federalny Pokaz Ogrodniczy”) pałac poddano całkowitej restauracji, zaś jego wnętrza, takie jak hol wejściowy, sala ogrodowa, sala Lennégo (niem. Lennésaal), sala cesarska (niem. Kaisersaal), sala lustrzana i sala Augusty (niem. Augustasaal) w latach 2008-2010 zostały dostosowane do organizacji konferencji zarówno pod względem technicznym, jak i projektowym przy uwzględnieniu zasad ochrony zabytków. Leżący nad brzegiem Renu ogród pałacowy został przeprojektowany według planów Petera Josepha Lennégo, z kolei park przed pałacem przekształcono w ogromny ogród kwiatowy.
Obecnie pałac elektorski jest siedzibą różnych instytucji federalnych, m.in. Federalnej Agencji do spraw Nieruchomości (niem. Bundesanstalt für Immobilienaufgaben) i Głównego Urzędu Celnego (niem. Hauptzollamt). Na parterze budynku mieści się także ogólnodostępna kawiarnia Grand Café, natomiast od czasu Bundesgartenschau znajdujące się w jego środkowej części ekskluzywne pomieszczenia są udostępniane do organizowania konferencji, spotkań, warsztatów, koncertów i prywatnych uroczystości. Od września 2012 roku w jednym z nich – w sali Augusty są również organizowane śluby cywilne.

## Architektura

### Formy zewnętrzne

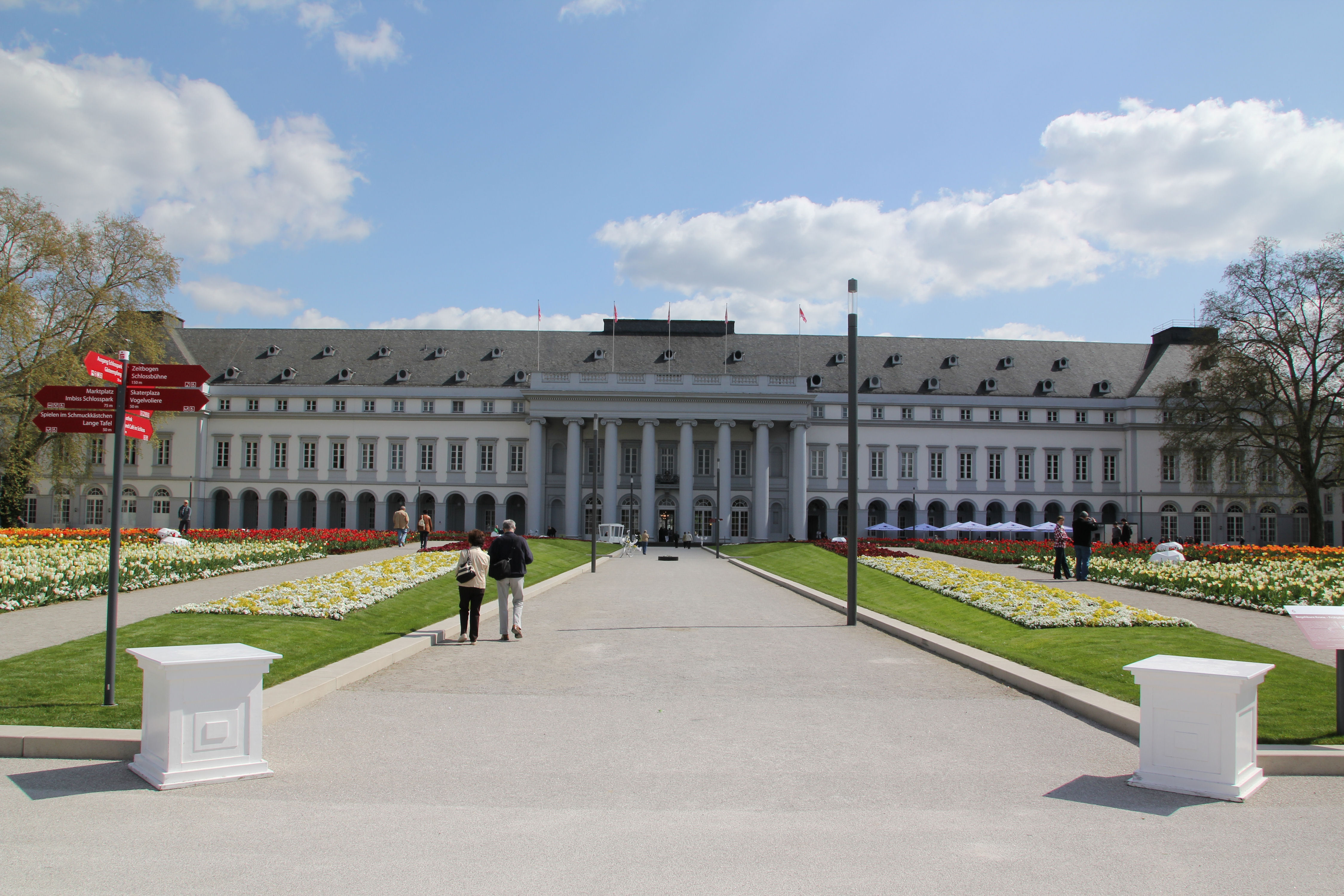
Budynek główny od strony miasta

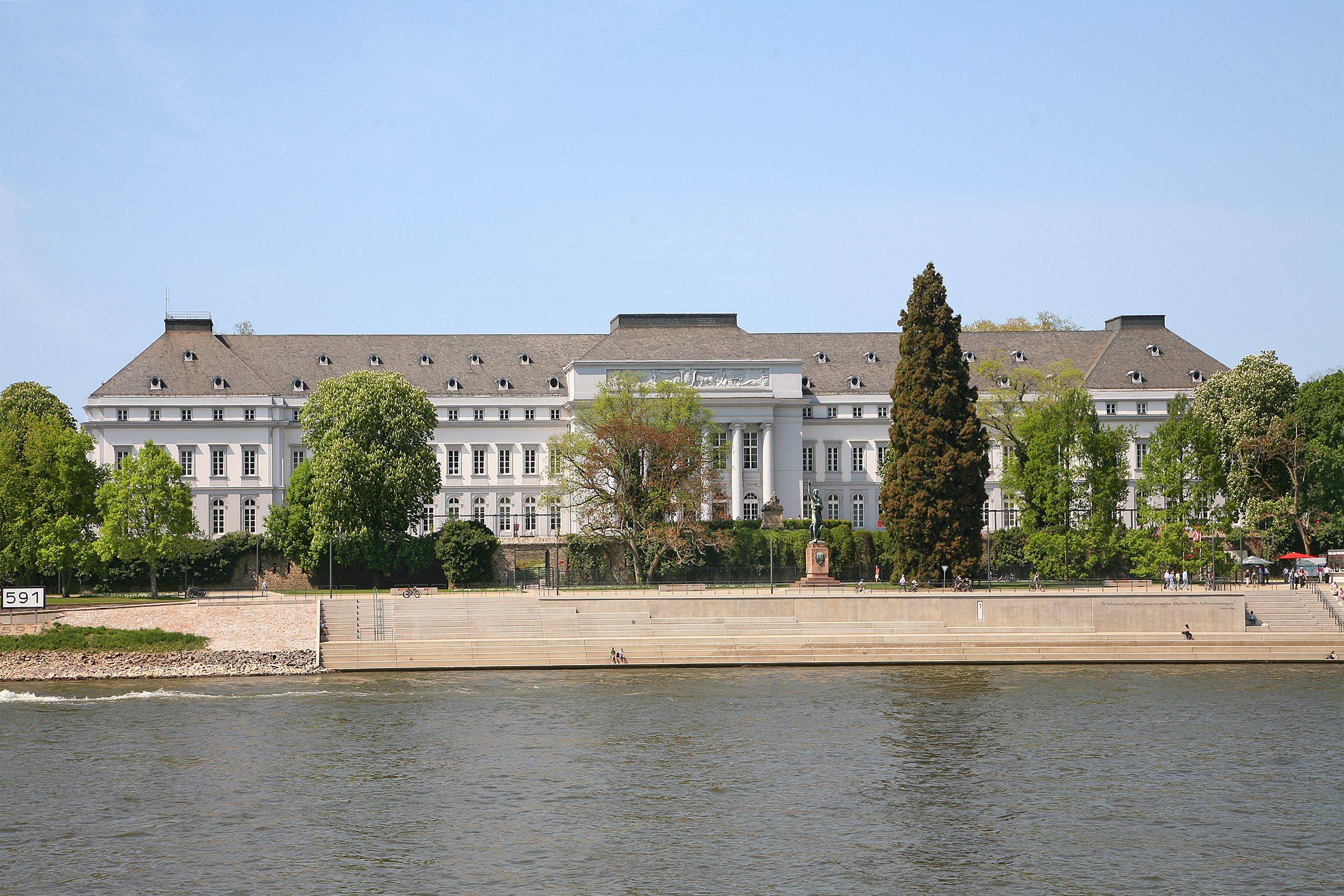
Budynek główny od strony Renu

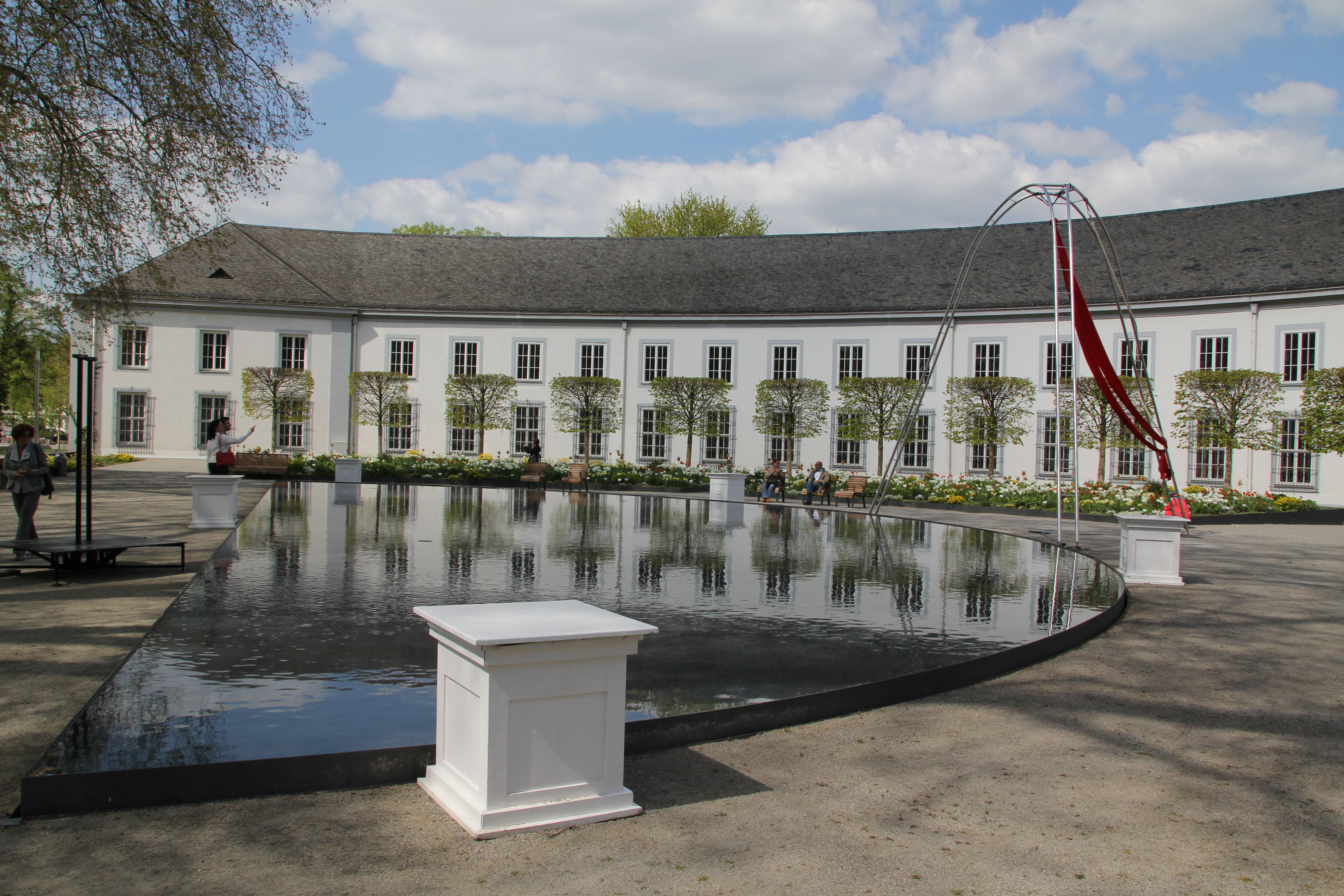
Jedno ze skrzydeł

Pałac elektorski składa się z mającego kształt wydłużonego prostokąta budynku głównego, rozciągającego się równolegle do pobliskiego brzegu Renu i dwóch skierowanych w stronę miasta zaokrąglonych skrzydeł, które obramowują duży plac.
Budynek główny ma 39 osi, z których po pięć przypada na każdy z dwóch bocznych ryzalitów. Na środku fasady od strony miasta znajduje się mający wysokość budynku ośmiokolumnowy portyk, natomiast środek fasady od strony Renu zdobi ryzalit z sześcioma kolumnami, którego zwieńczeniem jest alegoryczny relief Rhein und Mosel (pol. „Ren i Mozela”), autorstwa rzeźbiarza Johanna Sebastiana Barnabasa Pfaffa.
Zaokrąglone skrzydła pałacu nie są podzielone ryzalitami.

### Historyczne pomieszczenia

#### Foyer

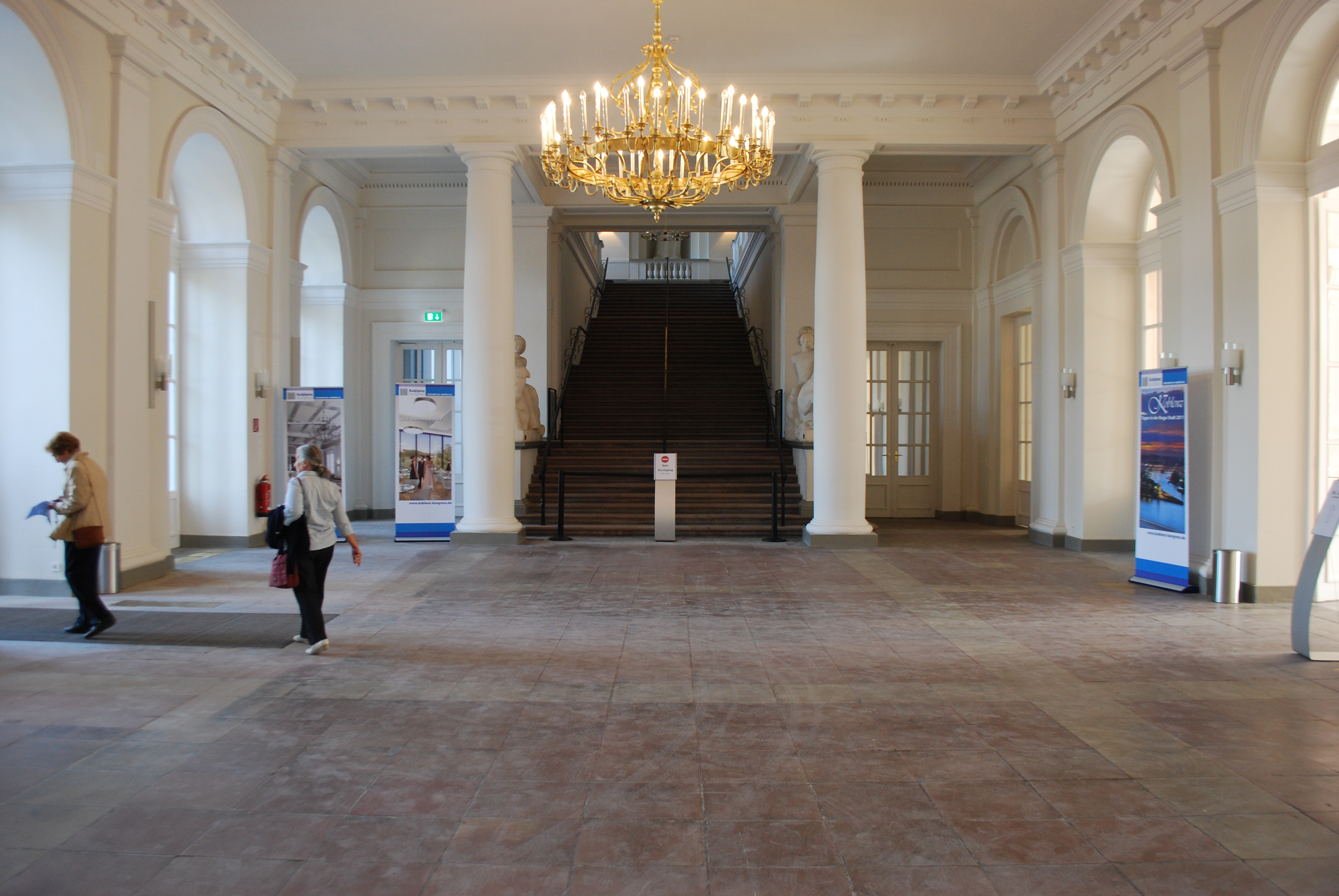
Foyer

Foyer pałacu elektorskiego jest położone przy wejściu w ośmiokolumnowym portyku. Ma 220 m² powierzchni. Podłoga pomieszczenia jest pokryta wykonanymi z piaskowca czerwonymi i żółtymi płytami, zaś ściany oraz sufity są utrzymane w kolorystyce odcieni bieli i charakteryzują się bogatą dekoracją rzeźbiarską - wśród architektonicznych ozdób foyer znaleźć można fryzy, kolumny i pilastry.

#### Sala cesarska

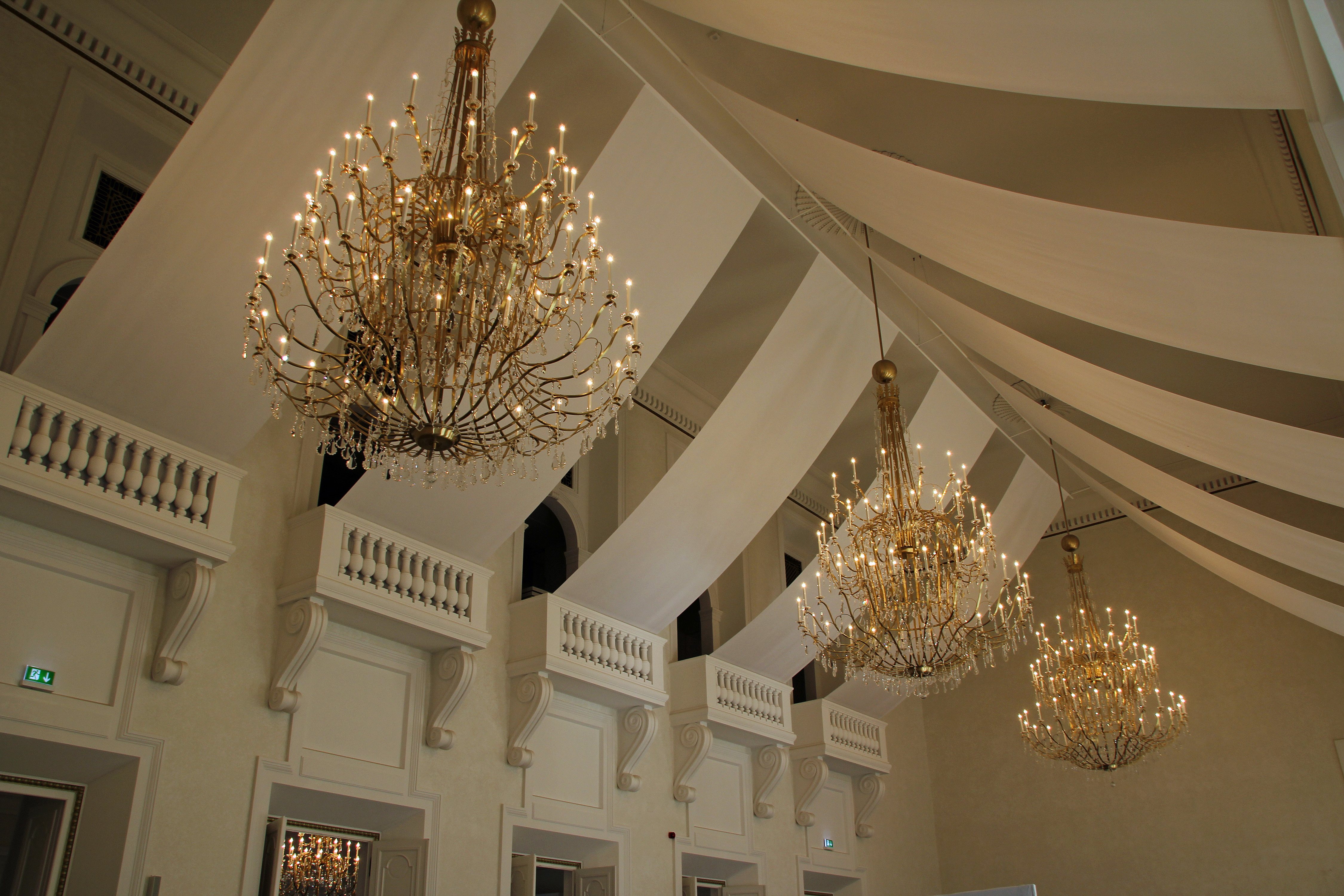
Sala cesarska

Sala cesarska (niem. Kaisersaal) jest największym z historycznych pomieszczeń pałacu. Ma 370 m² powierzchni i 14 m wysokości. Jest położona na pierwszym piętrze od strony Renu. Dzięki zastosowanej w niej dźwiękowo-medialnej technologii konferencyjnej stanowi nowoczesne miejsce do organizowania konferencji i prezentacji firmowych.

#### Sala lustrzana
Sala lustrzana (niem. Spiegelsaal) to pełne rozmachu, ekskluzywne pomieszczenie z widokiem na obszar parkowy przed pałacem i miasto, położone na pierwszym piętrze przed salą cesarską. Ma 244 m² powierzchni i 5,9 m wysokości. Cechuje ją uroczysty charakter i udane architektonicznie przejście na otwartą klatkę schodową, dzięki czemu dobrze nadaje się do urządzania przyjęć.

#### Sala ogrodowa
Sala ogrodowa (niem. Gartensaal) znajduje się na parterze pałacu elektorskiego, przy foyer. Jej powierzchnia liczy 155 m². Poprzez sięgające sufitu dwuskrzydłowe drzwi ma dostęp do ogrodu pałacowego, leżącego nad brzegiem Renu. Jest szczególnie dobrym miejscem do organizowania małych konferencji, seminariów, uroczystości rodzinnych i wesel.

#### Sala Lennégo
Sala Lennégo (niem. Lennésaal) jest reprezentacyjnym, położonym na parterze pomieszczeniem nazwanym na cześć pruskiego architekta krajobrazu Petera Josepha Lennégo, który zaprojektował m.in. koblenckie założenie parkowe Kaiserin-Augusta-Anlagen. Ma 130 m² powierzchni. Dobrze nadaje się np. do organizowania konferencji, warsztatów i występów dla 130 osób.

#### Sala Augusty
Sala Augusty (niem. Augustasaal) to dobrze doświetlone światłem dziennym, ekskluzywne, położone na pierwszym piętrze pomieszczenie noszące imię Augusty, żony cesarza Wilhelma I i inicjatorki utworzenia założenia parkowego nad brzegiem Renu. Ma 75 m² powierzchni i 4,5 m wysokości. Stanowi dobre miejsce do organizowania małych konferencji i warsztatów. Od września 2012 roku koblencki urząd stanu cywilnego organizuje w tej sali śluby.

## Park

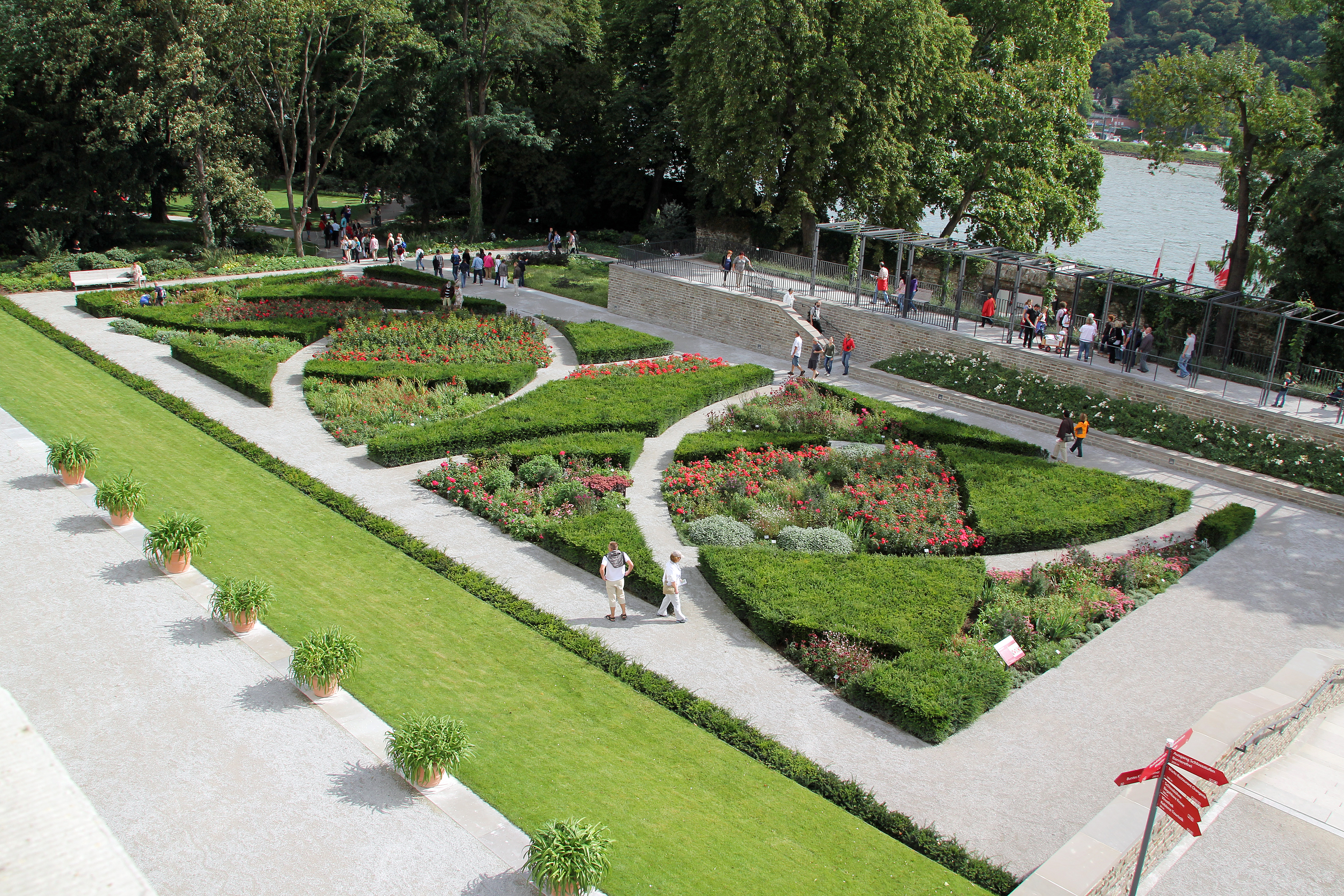
Ogród nad brzegiem Renu w 2011 roku

Park przy pałacu elektorskim składa się z dwóch części: placu położonego od strony miasta i ogrodu znajdującego się nad brzegiem Renu.
Plac od czasu Bundesgartenschau w 2011 roku pokrywają trawniki i intensywnie pielęgnowane rabaty z różami i bylinami. Oprócz tego znajduje się tam także miejsce piknikowe, duży akwen, plac zabaw Schmuckkästchen der Kaiserin Augusta (pol. „Pudełko na biżuterię cesarzowej Augusty”) i skatepark.
Ogród stanowi rekonstrukcję pruskiej sztuki projektowania ogrodów w nowoczesnej interpretacji. Został stworzony w oparciu o projekty pruskiego architekta krajobrazu Petera Josepha Lennégo. Jego cechą charakterystyczną jest wykonana z piaskowca w 1854 roku fontanna Vater Rhein und Mutter Mosel (pol. „Ojciec Ren i matka Mozela”) i pergole otoczone wysokiej jakości nasadzeniami. Ogród kształtuje perspektywę założenia pałacowego od strony Renu i ma połączenie ze schodami prowadzącymi na brzeg rzeki, a przez to także z założeniem Kaiserin-Augusta-Anlagen.